# Osmoxylon celebicum
Osmoxylon celebicum är en araliaväxtart som beskrevs av William Raymond Philipson. Osmoxylon celebicum ingår i släktet Osmoxylon och familjen Araliaceae. Inga underarter finns listade.